# Baliochila petersi
Baliochila petersi är en fjärilsart som beskrevs av Henry Stempffer och Bennett 1953. Baliochila petersi ingår i släktet Baliochila och familjen juvelvingar. Inga underarter finns listade i Catalogue of Life.